# Santiago (kommun i Rio Grande do Sul, Brasilien)
Santiago är en kommun i Brasilien.   Den ligger i delstaten Rio Grande do Sul, i den södra delen av landet, 1 600 km söder om huvudstaden Brasília. Antalet invånare är 49 082. Arean är 2 413 kvadratkilometer.
Terrängen i Santiago är kuperad åt sydväst, men åt nordost är den platt.
Följande samhällen finns i Santiago:
- Santiago

Trakten runt Santiago består i huvudsak av gräsmarker. Runt Santiago är det mycket glesbefolkat, med 2 invånare per kvadratkilometer.